# Wang Fang (basket-ball)
Dans ce nom chinois, le nom de famille, Wang, précède le nom personnel.
Pour les articles homonymes, voir Wang Fang.
Wang Fang, née le 14 janvier 1967 à Anshan, est une joueuse chinoise de basket-ball.

## Carrière
Avec l'équipe de Chine de basket-ball féminin, elle est médaillée d'argent aux Jeux asiatiques de 1990, aux Jeux olympiques d'été de 1992 et au Championnat du monde de basket-ball féminin 1994 et médaillée de bronze aux Jeux asiatiques de 1994.